# Kallur, Magadi
Kallur là một làng thuộc tehsil Magadi, huyện Ramanagara, bang Karnataka, Ấn Độ.